# 上党挑花
上党挑花，又称十字针、十字花，是流行于中国江苏省镇江市丹徒南乡上党镇一带的刺绣工艺，2007年被列入江苏省非物质文化遗产。
自明清以来，挑花就是当地妇女的必修课。挑花注重「挑」的技术，手法有单面挑、双面挑、素色挑、彩色挑等等。挑花者将浅蓝色或白色的布固定在竹架上，用针将线挑制在布的经纬网格中。挑花的色调以淡黄、大红、桃红为主，布局严谨对称，图案立体感强。挑花不使用纹样，而是根据刺绣者的意愿即兴发挥。挑花作品多为床单、枕套、荷包、鞋垫、围腰等生活用品，图案多为象征福、富、贵、连、余的蝙蝠、芙蓉、桂花、莲子、鱼等，具有美好的民俗含义。